# 南雲憲一郎
南雲 憲一郎（なぐも けんいちろう、1965年〈昭和40年〉10月2日 - ）は、日本の航空自衛官。階級は空将。初代統合作戦司令官。

## 経歴

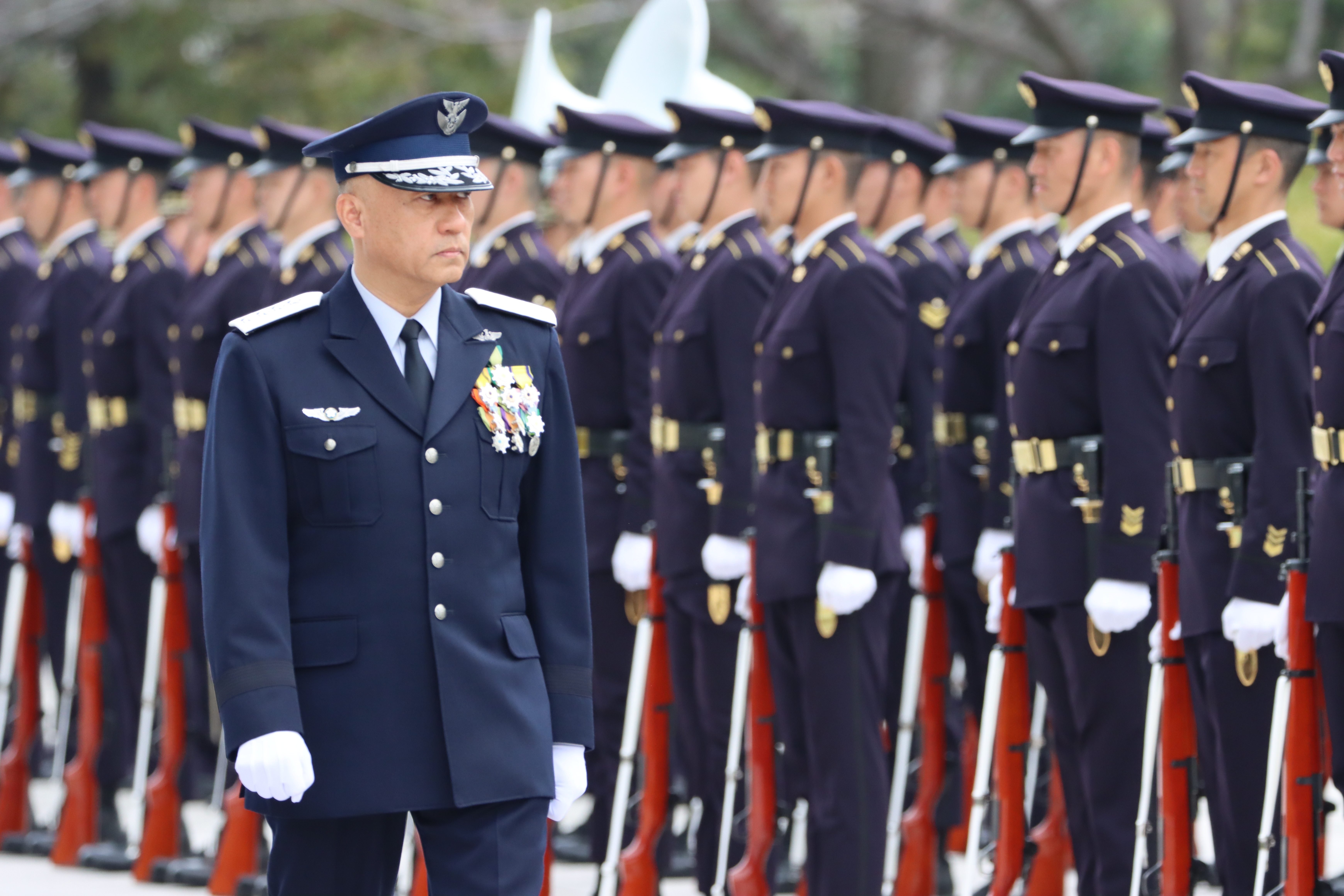
統合作戦司令部新編行事における南雲司令官

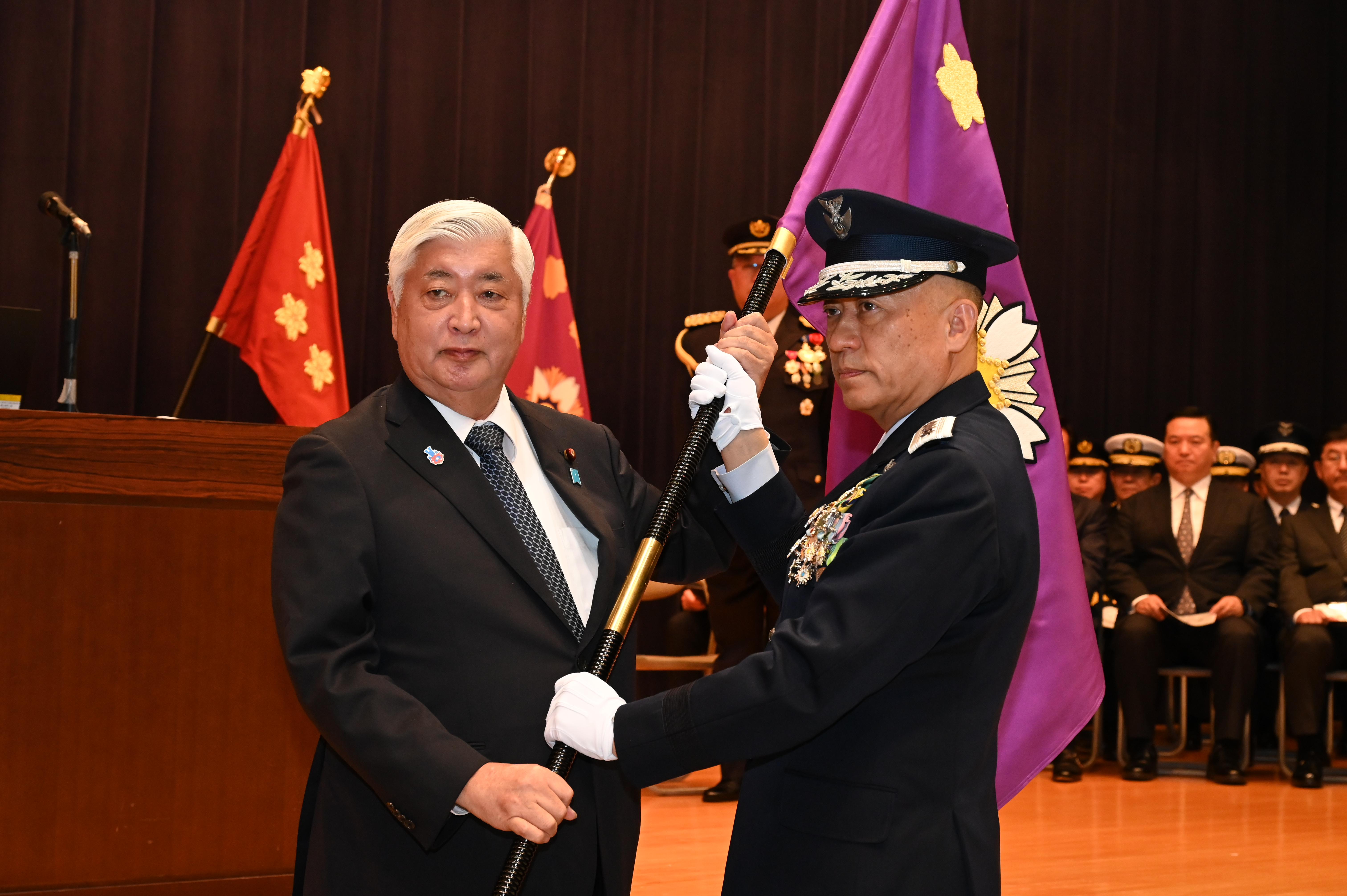
中谷防衛大臣から隊旗を授与された南雲司令官

山形県米沢市出身。父親の仕事の関係で、おおむね千葉県で育つ。県立千葉高校を卒業、1989年（平成元年）3月、防衛大学校（第33期）を卒業し、航空自衛隊に入隊。入隊後はF-15戦闘機のパイロットとして、対領空侵犯措置にあたった。その後、航空幕僚監部総務部庶務室長、中部航空方面隊司令部防衛部長、航空幕僚監部人事教育部厚生課長、第6航空団司令兼小松基地司令、中部航空方面隊副司令官、航空幕僚監部防衛部長等を歴任。2020年（令和2年）8月25日、空将に昇任し、西部航空方面隊司令官に就任。2023年（令和5年）3月30日から統合幕僚副長。
2024年（令和6年）2月15日、吉田圭秀統合幕僚長が過労で入院したため、吉田の代わりに職務を行うと発表された。
2025年（令和7年）3月11日の閣議において、3月24日付をもって統合作戦司令部の初代司令官に南雲を起用する人事が決定され、同年3月24日に就任。

## 人物
- 司馬遼太郎の『坂の上の雲』を読んで自衛官を志す[9]。
- 満州国の陸軍軍官学校長を務めた南雲親一郎少将は父方の祖父である[10]。座右の銘は「日々是好日」。
- 真珠湾攻撃などを指揮した旧海軍の南雲忠一大将は同じく山形県米沢市の出身[3]。パイロットの愛称となるTACネームも「CHUJYO」だったが、血縁関係を否定している[3]。ただし『七星 : 満洲国軍日系軍官七期生誌』（七星会、1984年）によれば、南雲少将と南雲大将は従兄弟と記載しており[11]、また『大陸の光芒 : 満洲国軍日系軍官四期生誌 下巻』（満洲国軍日系軍官四期生会編、1983年）でも、南雲少将と南雲大将は同族関係、梅津美治郎元関東軍総司令官は親戚にあたると記載している[12]。
- 第37代航空幕僚長の内倉浩昭は防大の2年先輩にあたり千歳基地などで共に勤務した[3]。内倉は南雲を「部下の心に火を付けるモチベーター的指揮官。熱血漢と冷静なリスクマネジメントの両面を併せ持つ」と評する[3]。

## 年譜
- 1989年（平成元年）3月：防衛大学校（第33期）卒業、航空自衛隊入隊
- 2003年（平成15年）7月：2等空佐
- 2008年（平成20年）
  - 1月：1等空佐
  - 5月：航空自衛隊幹部学校付（米空軍大学校留学）
- 2009年（平成21年）7月：航空幕僚監部人事教育部教育課飛行教育班長
- 2010年（平成22年）7月：航空幕僚監部総務部総務課庶務室長
- 2011年（平成23年）8月：中部航空方面隊司令部防衛部長
- 2012年（平成24年）12月：航空幕僚監部人事教育部厚生課長
- 2014年（平成26年）8月5日：空将補昇任、第6航空団司令 兼 小松基地司令
- 2016年（平成28年）7月1日：中部航空方面隊副司令官[13]
- 2018年（平成30年）8月1日：航空幕僚監部防衛部長[14]
- 2020年（令和02年）8月25日：空将昇任、第44代 西部航空方面隊司令官[15]
- 2023年（令和05年）3月30日：第15代 統合幕僚副長に就任[5]
- 2025年（令和07年）3月24日：初代 統合作戦司令官に就任[8]